# Delta Force Task Force Dagger
Delta Force Task Force Dagger é um simulador de um jogo de tiro criado pela empresa Tech Dealer e NovaLogic no Brasil.

## História
O jogo se passa durante a operaçao "Enduring Freedom" no Afeganistao em 2001, no combate ao Talibam, no jogo podem ser escolhidas forças que realmente participaram da operação.

## Requisitos Mínimos
- Pentium II 400MHz ou superior
- Windows 95/98/ME/200/XP
- CD-ROM de velocidade 4x ou superior
- 64 MB de RAM
- 200 MB de espaço livre em disco
- Placa de vídeo e som compatível com o Windows
- Teclado e Mouse compatível com o Windows
- DirectX 7 (Incluído no CD) ou superior

## Revistas
- Revista TD Collection
- Revista Delta Force
- Revista NovaLogic

## Ligações Externas
- http://www.techdealer.com.br
- http://www.novalogic.com.br